# كونور لييد
كونور لييد (بالإنجليزية: Connor Lade)‏ (16 نوفمبر 1989 في الولايات المتحدة - ) هو لاعب كرة قدم أمريكي في مركز الوسط. لعب مع نيويورك ريد بولز وNew York Cosmos (2010) ‏ ونيو يورك ريد بولز 2.

## روابط خارجية
- كونور لييد على موقع الدوري الأمريكي (الإنجليزية)
- كونور لييد على موقع قاعدة بيانات كرة القدم.إي يو (الإنجليزية)
- كونور لييد على موقع Soccerway.com (الإنجليزية)
- كونور لييد على موقع عالم كرة القدم.نت (الإنجليزية)
- كونور لييد على موقع AS.com (الإسبانية)